# 노루삼
노루삼(영어: Actaea asiatica)은 미나리아재비과의 여러해살이풀이다. 한반도 전역에서 산지의 나무 그늘에 서식한다.

## 생김새
높이는 60cm 정도이다. 근경은 짧고 비대하며 밑부분에 비늘 조각 같은 잎이 있고, 윗부분과 꽃차례에 잔털이 있다. 경생엽은 두세 장, 잎자루는 길고, 2 ~ 4회 3출의 작은 잎으로 된 겹잎이다. 작은잎은 난형, 좁은 난형, 끝이 뾰족하고, 가장자리에 결각상이나 뾰족한 톱니가 있고, 길이 4 ~ 10cm이다.
꽃은 총상꽃차례로 길이는 3 ~ 5cm이다. 꽃받침은 도란형, 길이는 3mm, 개화시에 떨어진다. 꽃잎은 넓은 난형, 수술은 다수이다. 열매는 장과로 둥근 모양이며 검은색으로 익는다.